# Credo BC 11
A Credo BC 11  városi normál padlós autóbuszt a Krankovics István tulajdonában álló győri Kravtex-Kühne Csoport gyártotta 2002 és 2005 között, a cseh SOR licence alapján. A busz helyközi kivitelű változatát Credo EC 11 néven gyártották.

## Műszaki adatok
A buszok az övvonalig rozsdamentes anyagból készültek, Iveco Tector típusú, 176 kW teljesítményű motorokkal szerelték őket. Elöl Rába 501 típusú, hátul Rába 106 típusú dobfékes futóművekkel rendelkeztek. Ezeknek a buszoknak nem létezett alacsony padlós változata.

## Alkalmazása
A Credo BC 11 típusból az Agria 3 darabot, a Kisalföld 10 darabot, míg a Vértes Volán 5 darabot vásárolt, Eger, Győr, Sopron, Esztergom, Tata és Tatabánya helyi járatán állították forgalomba. A járművek 2015-ben átkerültek KMKK-hoz, ÉNYKK-hoz, és KNYKK-hoz.
Az első járművet 2019-ben selejtezte le az ÉNYKK, a többi 2019-ben átkerült a Volánbuszhoz. Nagyobb mennyiségben 2022-ben selejteztek a típusból. 2024 elején már csak az Agria Volán által vásárolt egyik jármű közlekedik menetrend szerinti forgalomban, a másik kettő le lett állítva. A Vértes Volán által vásárolt autóbuszok közül három 2022-ben, a másik kettő 2023-ban lett selejtezve. A Kisalföld Volán által vásárolt autóbuszok egy kivételével 2022-ig selejtezve lettek
Győrből 2021-ben kettő autóbusz át lett helyezve Komlóra. Az egyiket később selejtezték állapota miatt, a másik jelenleg is közlekedik.